# Petäjäjärvi (sjö i Lieksa, Norra Karelen)
Petäjäjärvi är en sjö i kommunen Lieksa i landskapet Norra Karelen i Finland. Sjön ligger 93,8 meter över havet. Den är 2,61 meter djup. Arean är 94 hektar och strandlinjen är 6,16 kilometer lång. Sjön  ingår i Vuoksens huvudavrinningsområde.   Den ligger omkring 81 kilometer norr om Joensuu och omkring 430 kilometer nordöst om Helsingfors. 
I sjön finns ön Kankaalanluoto. 